# Academica
Academica – administrowany przez Bibliotekę Narodową polski system cyfrowych wypożyczeń międzybibliotecznych pełniący także funkcję biblioteki cyfrowej. Celem Academiki jest zastąpienie tradycyjnej formy wypożyczeń międzybibliotecznych, polegającej na przesyłaniu pocztą publikacji drukowanych, wypożyczeniami cyfrowymi. System opiera się na zasobach Repozytorium Cyfrowego Biblioteki Narodowej.

## Historia
Academica została stworzona w ramach projektu „Cyfrowa Wypożyczania Publikacji Naukowych Academica”, który był realizowany przez Bibliotekę Narodową, pod egidą Fundacji na Rzecz Nauki Polskiej i przy współpracy Naukowej i Akademickiej Sieci Komputerowej w latach 2010-2014. Projekt powstał pod auspicjami Fundacji na Rzecz Nauki Polskiej i był finansowany w ramach Programu Operacyjnego Innowacyjna Gospodarka, Działanie 2.3: Inwestycje związane z rozwojem infrastruktury informatycznej nauki. Realizacja projektu kosztowała ok. 34 miliony PLN, z czego ok. 29 milionów PLN pochodziło z Europejskiego Funduszu Rozwoju Regionalnego.
W ramach projektu zakupiono 8 nowoczesnych skanerów, w tym 6 skanerów automatycznych do książek i mikrofilmów oraz wyposażenie repozytorium cyfrowego umożliwiającego bezpieczne długookresowe przechowywanie dokumentów cyfrowych.
Oficjalne otwarcie systemu miało miejsce 18 grudnia 2014. W dniu uruchomienia Academiki w systemie dostępnych było ponad pół miliona publikacji (wliczając ówczesny zasób POLONY).
Po zakończeniu projektu, w ramach którego zaprojektowano i zrealizowano Academikę, jej zasoby zasiliło 700 tys. artykułów naukowych, zeskanowanych i opracowanych w ramach projektu „Zintegrowana Platforma Polskich Czasopism Naukowych Merkuriusz”. Merkuriusz realizowany był między wrześniem 2014 r. i styczniem 2016 r. Finansowanie odbywało się w ramach Programu Operacyjnego Innowacyjna Gospodarka, Działanie 2.3: Inwestycje związane z rozwojem infrastruktury informatycznej nauki, a partnerem projektu była Biblioteka Główna Politechniki Warszawskiej.
W październiku 2016 roku rozpoczęły się prace nad projektem "e-usługa OMNIS", w ramach którego ma nastąpić integracja Academiki z POLONĄ, a użytkownicy systemu uzyskają dostęp do nowych funkcjonalności.
Do sierpnia 2018 do systemu przyłączyło się ponad 620 instytucji.

## Charakterystyka systemu i jego zasób

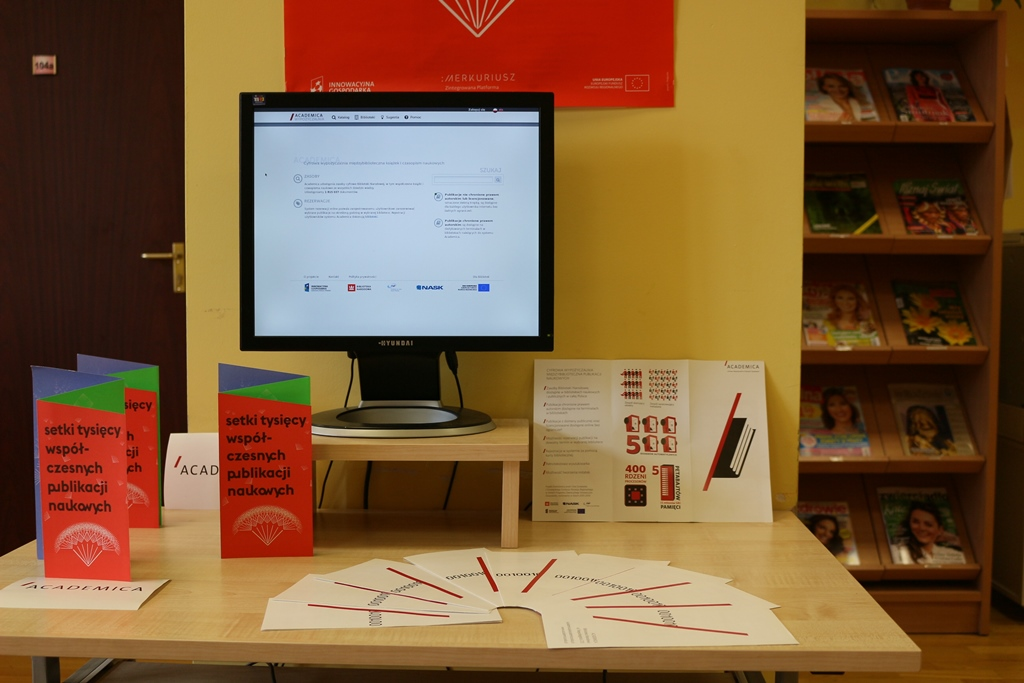
Terminal CWPN Academica w Miejskiej Bibliotece Publicznej w Chojnicach

Academica udostępnia cyfrowe wersje publikacji ze szczególnym naciskiem na publikacje przydatne w kształceniu i pracy naukowej za pośrednictwem terminali znajdujących się w polskich bibliotekach, muzeach, archiwach, instytucjach oświatowych i instytutach badawczych, które przyłączyły się do systemu oraz na stronie academica.edu.pl. Tryb dostępu jest zależny od statusu prawnoautorskiego publikacji. Strona academica.edu.pl umożliwia wyświetlanie publikacji znajdujących się w domenie publicznej i udostępnionych na licencjach niewyłącznych lub Creative Commons. Dostęp terminalowy umożliwia korzystanie z publikacji chronionych prawem autorskim.
W porównaniu do tradycyjnego polskiego systemu wypożyczeń międzybibliotecznych, z którego korzystać mogą tylko określone typy bibliotek, Academica jest dostępna dla instytucji kultury i oświaty niezależnie od ich rozmiaru. 
W przeciwieństwie do klasycznych wypożyczeń międzybibliotecznych korzystanie z Academiki nie wymaga oczekiwania na przesłanie publikacji pocztą, lecz umożliwia jej natychmiastowe wyświetlenie na terminalu.
Przyłączenie się do systemu i dalsze z niego korzystanie jest bezpłatne. Rejestracja użytkowników odbywa się na podstawie karty bibliotecznej lub innego dokumentu potwierdzającego tożsamość.
Ze względu na wymogi prawnoautorskie, w przypadku publikacji chronionych prawem autorskim, z danej publikacji w tym samym czasie korzystać może tylko jedna osoba. System umożliwia składanie rezerwacji, które gwarantują, że czytelnik może skorzystać z publikacji w wygodnym dla siebie terminie.

### Zasób
Na zasób Academiki (stan na sierpień 2018 r.) składa się ponad 2,5 miliona publikacji, z których więcej niż połowa wciąż podlegała ochronie prawnoautorskiej. Najważniejsze kategorie to:
- podręczniki
- monografie 
- czasopisma naukowe z wykazu czasopism punktowanych przez MNiSW
- lektury na olimpiady przedmiotowe
- publikacje digitalizowane na podstawie sugestii użytkowników
- zbiory POLONY

## Podstawy prawne Academiki
Podstawę prawną udostępniania zasobów cyfrowych w systemie Academica stanowią tzw. licencje ustawowe, zawarte w art. 28 ustawy z dnia 4 lutego 1994 r. o prawie autorskim i prawach pokrewnych, którego ustęp 1. pkt 3 stanowi, że „instytucje oświatowe, uczelnie, instytuty badawcze prowadzące działalność, o której mowa w art. 2 ust. 3 ustawy z dnia 30 kwietnia 2010 r. o instytutach badawczych (Dz. U. z 2018 r. poz. 736), instytuty naukowe Polskiej Akademii Nauk prowadzące działalność, o której mowa w art. 50 ust. 4 ustawy z dnia 30 kwietnia 2010 r. o Polskiej Akademii Nauk (Dz. U. z 2017 r. poz. 1869 i 2201), biblioteki, muzea oraz archiwa znajdujących się na terenie tych jednostek” mogą udostępniać za pośrednictwem terminali ulokowanych w tych instytucjach wcześniej zdigitalizowane zbiory.
Z art. 28 ust. 2 wynika, że udostępnianie cyfrowej postaci publikacji za pośrednictwem terminali nie może skutkować zwiększeniem liczby udostępnianych egzemplarzy. Z tego względu Academica umożliwia dostęp do każdej publikacji nie większej liczbie czytelników, niż liczba posiadanych w postaci fizycznej egzemplarzy, które nie są w inny sposób udostępniane (jak ma to miejsce w przypadku egzemplarzy archiwalnych – przeznaczonych do wieczystej archiwizacji). Udostępnianie odbywa się zatem podobnie jak w przypadku międzybibliotecznych wypożyczeń publikacji papierowych, choć bez konieczności oczekiwania na transport zamówionej publikacji.